# 비타인
비타인시(베트남어: Thành Phố Vị Thanh / 城舖渭清)는 베트남 남부 메콩강 삼각주 허우장성의 성도이다. 2010년 9월 23일, 허우장성의 성도로 설립되었다. 2015년 기준 인구는 104,244명, 면적은 118 km2이다. 대규모의 공업 단지가 들어서 있다.

## 지리
비타인시의 관리 경계 :
- 동쪽 : 비투이현과 경계를 이룬다.
- 남쪽 경계는 롱미
- 북쪽 경계는 끼엔장성 종리엥현과 비투이현 지역
- 서쪽 경계는 끼엔장성 고꾸아오현과 경계를 접한다.

비타인시는 서로 연결된 강과 운하 시스템을 갖추고 있다. 강과 운하의 밀도는 1.5km/km2로 상당한 규모를 갖추고 있다. 이 지역의 지리적 조건으로 인해 비타인시의 수로는 동해의 조수 체제, 서해와 지역 내 강수의 영향을 받은 하우강 수역의 영향을 받는다.

## 기후
비타인시는 북반구 안쪽의 적도 부근에 위치하고 있다. 열대 계절풍 기후로 두 계절로 구분된다. 평균 기온은 섭씨 27도이며, 몇 년 동안 큰 차이는 없다. 가장 높은 기온의 달은 35 °C인 4월이고, 최저 기온은 20.3이다. 장마는 매년 5월에서 11월까지이며, 매년 강우량의 92-97%를 차지하며, 평균강수량은 연간 약 1800 m이다. 9월은 가장 높은 강수량을 기록하며, 약 250.1mm 정도가 내린다. 가장 낮은 평균 습도는 3월과 4월에 77%이며, 평균 연간 습도는 82%이다.

## 행정구역

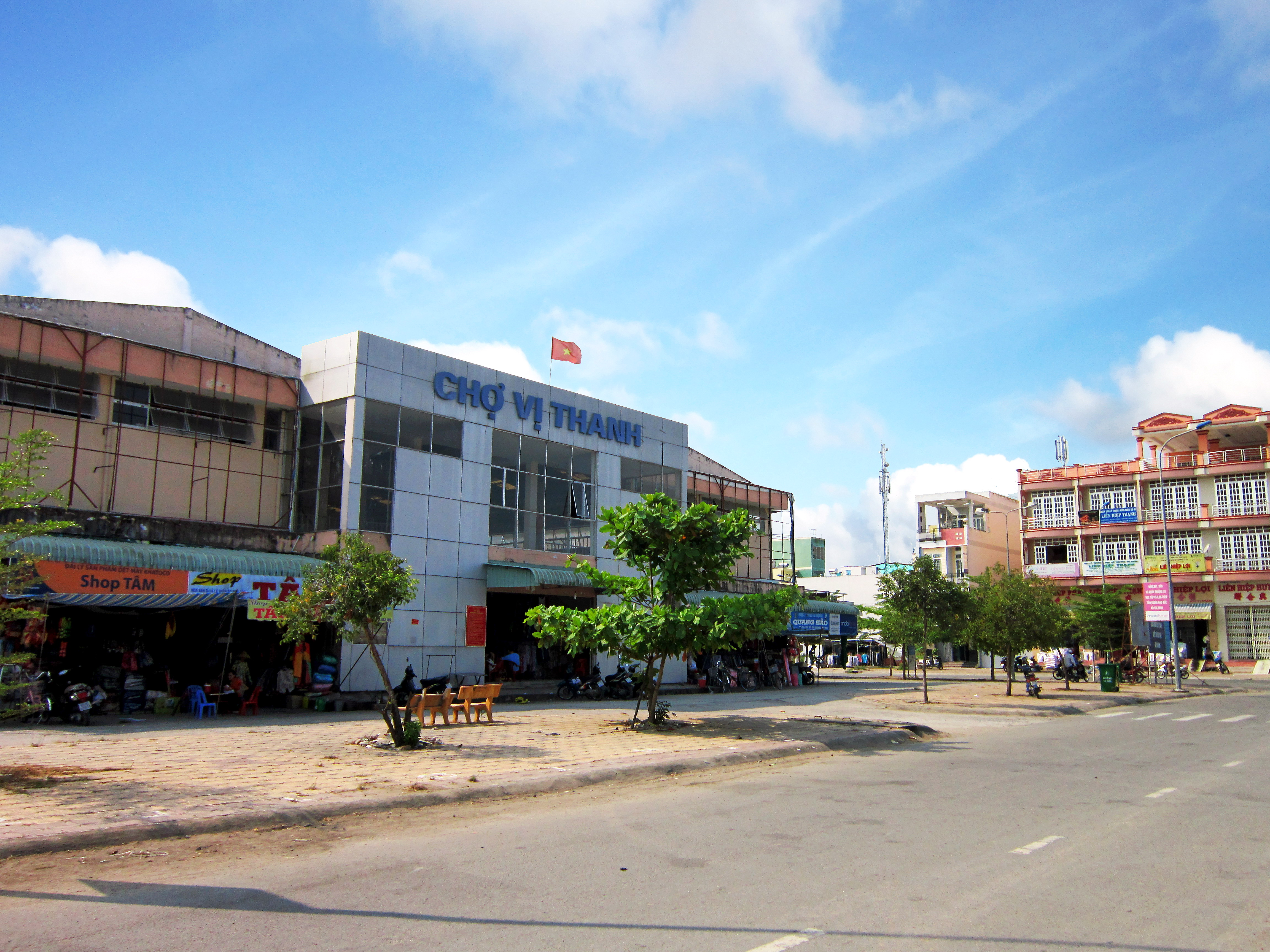
비타인 시장

비타인시는 다음 5개 프엉(坊)과 4개의 싸(社)를 관할한다.

### 프엉
- 1 프엉 (Phường 1)
- 3 프엉 (Phường 3)
- 4 프엉 (Phường 4)
- 5 프엉 (Phường 5)
- 7 프엉 (Phường 7)

### 싸
- 호아루우 (Hỏa Lựu /花榴)
- 호아띠엔 (Hỏa Tiến /花進)
- 떤띠엔 (Tân Tiến / 新進)
- 비떤 (Vị Tân /渭新)

## 갤러리

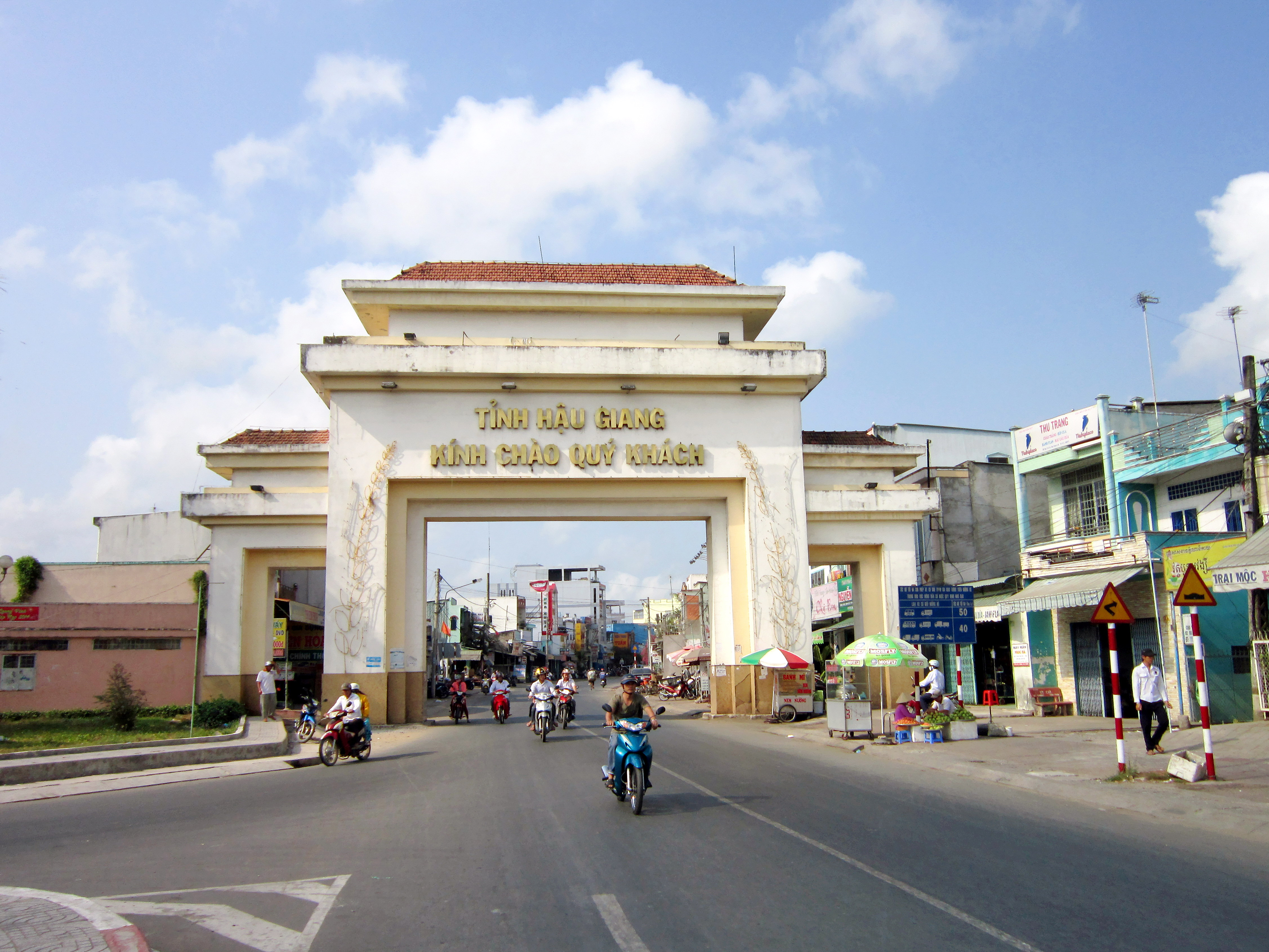
까이닥 지역
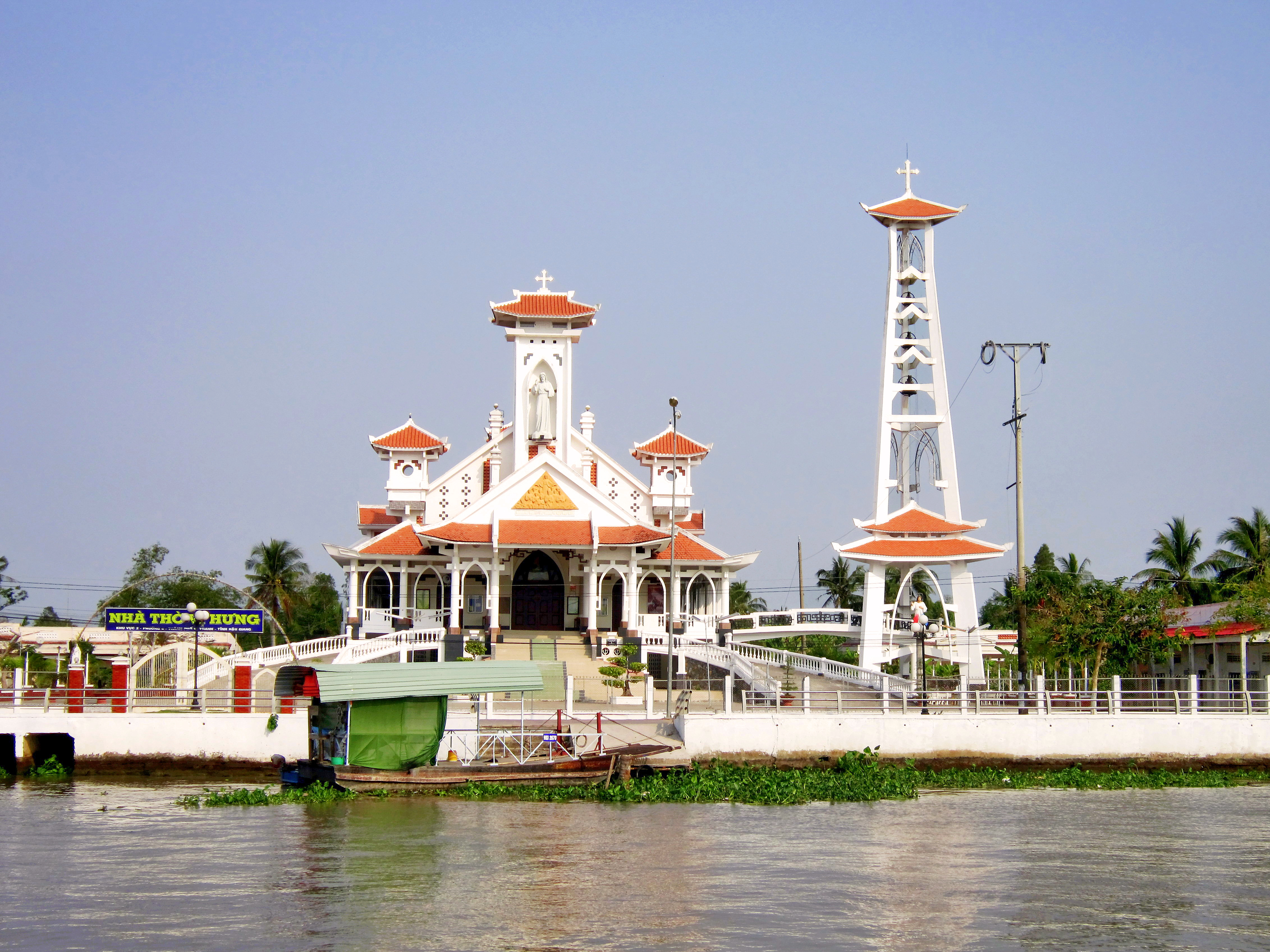
비헝교회
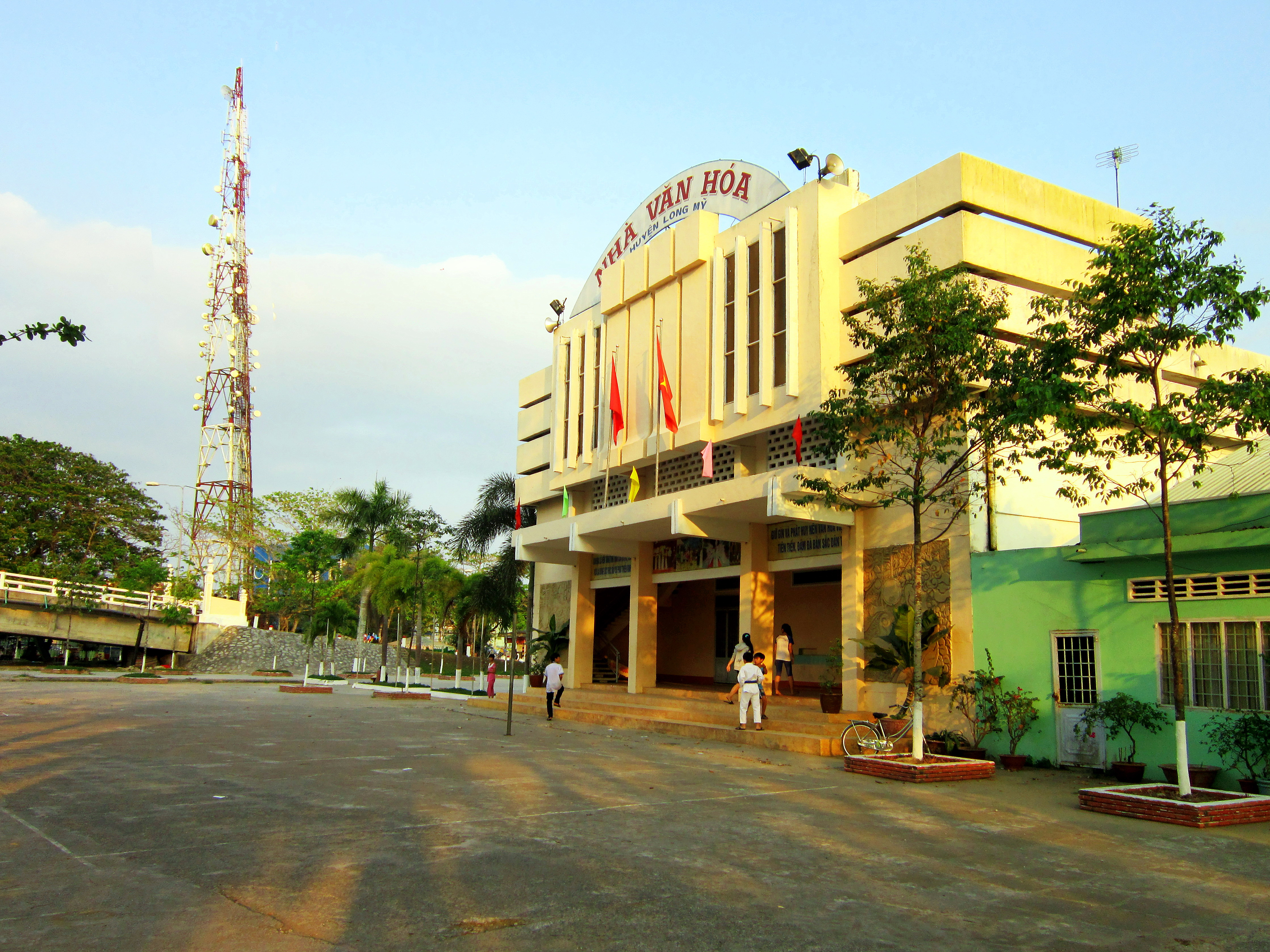
롱미현
롱미 거리